# Караагачко блато
Караагачко блато – блато-лиман, разположен в южната част на Българското черноморско крайбрежие, южно от град Китен.
Намира се северно от устието на Китенска река. Отделено е от морето с ивица пясъчни дюни и южния плаж на Китен.
Блатото е дълго 1,14 км и широко до 1,02 км. Площта му е 1,75 км² (174,5 ха), а солеността 5 – 15‰. Бреговете му са обрасли с тръстика и друга блатна растителност, а дъното е покрито с тиня. През лятото северната му част често пресъхва. Блатото е от особена важност като местообитание на някои защитени видове водолюбиви птици.